# The Stranglers IV
The Stranglers IV — альбом-сборник британской рок-группы The Stranglers, выпущенный в 1980 году звукозаписывающей компанией I.R.S. Records (SP70011) в США и Канаде. Иногда The Stranglers IV называют «американской версией» четвёртого студийного альбома группы The Raven.

## История
Четвёртый студийный альбом The Stranglers в США не вышел вообще. Этот релиз, единственный на I.R.S. Records, отчасти возместил это упущение: на первой стороне альбома The Stranglers IV были собраны 5 треков из The Raven. Однако на обороте были представлены вещи, прежде не издававшиеся ни на одном из альбомов группы: «5 Minutes» и «Rok It To The Moon» (материал британского сингла 1978 года), «Vietnamerica» (трек, вообще прежде не выпускавшийся), «G.m.B.H» (расширенная версия сингла «Bear Cage» 1980 года) и «Who Wants the World?» (британский сингл 1980 года).
К оригинальному релизу прилагался бесплатный бонус-сингл, куда вошли: «Choosey Susie» (из британского сингла, бесплатным приложением вышедшего одновременно с альбомом Rattus Norvegicus), «Straighten Out» (b-сторона сингла «Something Better Change») и «Ode To Joy / Do The European» (концертные записи Жана-Жака Бёрнела, включённые также в его сольный альбом Euroman Cometh), и «White Room», кавер Cream из альбома Nosferatu Хью Корнуэлла и Роберта Уильямса.

### Отзывы критики
Рецензент Allmusic счёл выпуск этого сборника в США ироническим жестом со стороны группы, которая об этой стране всегда была невысокого мнения (о чём можно судить хотя бы песням: «Dead Loss Angeles» или «Big in America»). Кроме того, примерно в то время у The Stranglers в Нью-Йорке было украдено всё оборудование, что окончательно сформировало «печать презрения» группы к Америке. Алекс Огг оценил пластинку 2 баллами (из 5), но альбом The Raven (материал которого сформировал сторону А) назвал «великолепным». Рецензент Trouser Press (имея в виду избранный лейблом способ «скрещивания» разношёрстного материала) назвал The Stranglers IV «альбомом-дворняжкой».

## Список композиций
Сторона 1
1. «The Raven»
2. «Baroque Bordello»
3. «Duchess»
4. «Nuclear Device»
5. «Meninblack»

Сторона 2
1. «5 Minutes»
2. «Rok It To The Moon»
3. «Vietnamerica»
4. «G.m.B.H»
5. «Who Wants The World?»

Бесплатный бонус-сингл
1. «Ode To Joy/Do the European» — live
2. «Choosey Susie»
3. «White Room»
4. «Straighten Out»

## Участники записи
- Хью Корнуэлл — гитара, вокал
- Жан-Жак Бернел — бас-гитара, вокал
- Дэйв Гринфилд — клавишные, вокал
- Джет Блэк — ударные